# Recibo

Modelo de recibo de pago simple.

Un recibo o justificante de pago es una constancia que sirve para comprobar que se ha cumplido con el pago o solución de una obligación o con la prestación de un servicio o producto.
Los recibos son documentos escritos que pueden ser públicos, aunque con mayor frecuencia son de carácter privado, en los cuales el acreedor o accipiens de una obligación reconoce expresamente haber percibido dinero u otra cosa por parte del deudor o solvens. Las  partes del recibo son: fecha, la firma del que recibe, la mención del importe o la designación de la cosa y el título de la obligación, para que no se confunda con el préstamo, el depósito u otro negocio jurídico en que medie sanción material. Existen:
- Recibo de pago de facturas
- Recibo de alquiler
- Recibo de haberes

Los recibos, por lo general, se extienden por duplicado: el original se entrega a quien hizo el pago y el duplicado queda en poder de quien lo recibe.

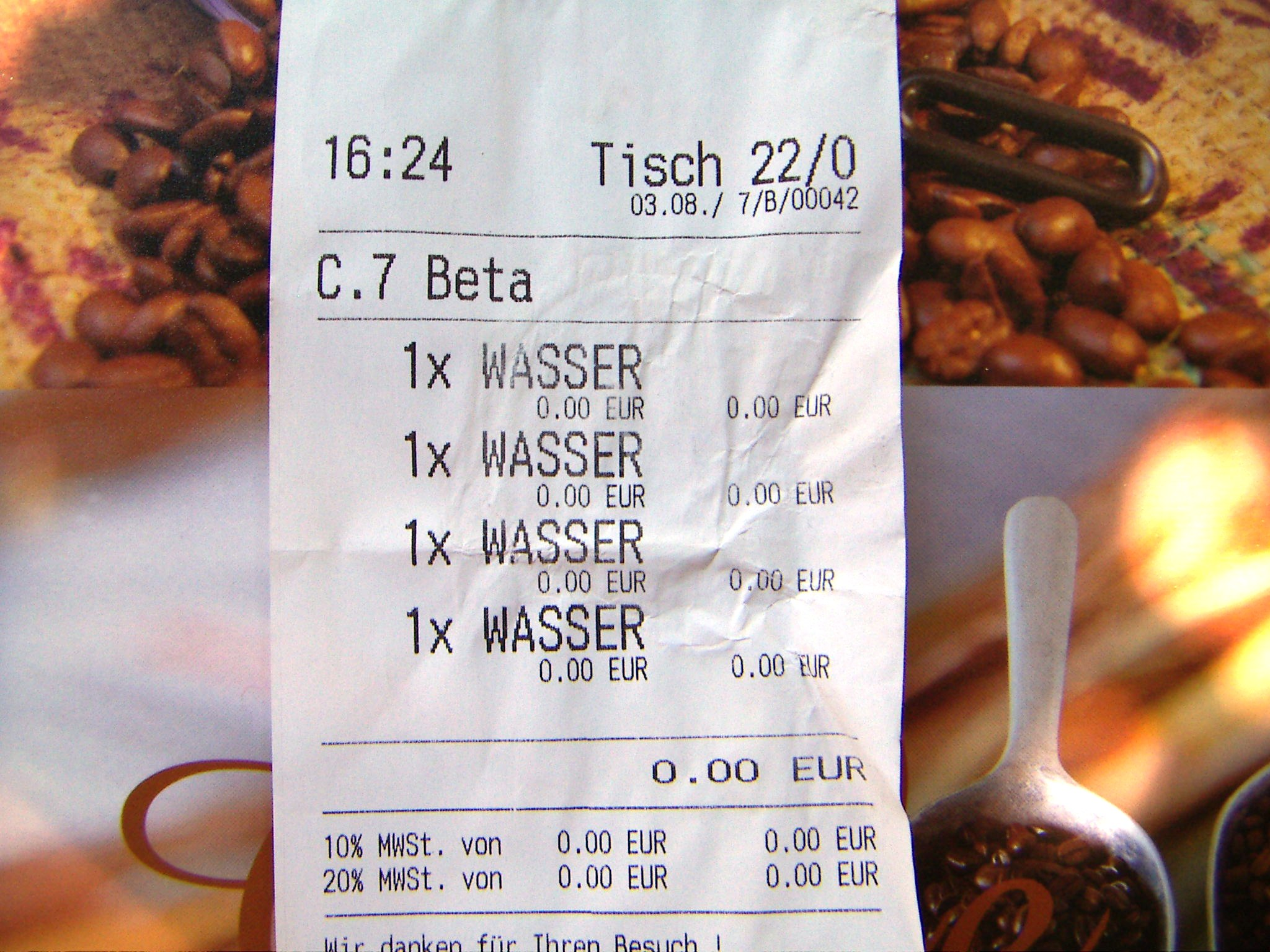
Un recibo el cual se visualiza las compras del usuario.

Un recibo puede ser de muchas maneras diferentes como por ejemplo: una persona o empresa, y el detalle de facturas o servicios que se pagan con este cheque emitido, quien lo opera, quien lo revisa, quien lo recibe conforme a lo descrito, fecha de recibido, descripción de las facturas (números que se pagan), los precios totales, los descuentos y los impuestos. Es utilizado para dejar constancia por parte de una empresa de qué fue lo que se pagó o realizó con la emisión de mencionado cheque que consta en la copia voucher. Se refiere a voucher cuando tiene copias al carbón, como el caso de los vouchers de las tarjetas de crédito que tiene varias copias según el uso de los interesados.
Cabe mencionar que los recibos por lo general no tienen carácter impositivo, no sirven como comprobantes de cobro de Impuestos, por lo que no son reemplazo de las Facturas.
Pero, existe la posibilidad en algunos casos en Argentina (como médicos, contadores), de emitir "Recibo Factura", que cumple la función impositiva y como constancia de recibo del dinero.

## Impresos

### Recibos de regalo
Los recibos se pueden presentar como prueba de una transacción, con el fin de canjear o devolver el producto. Algunos comerciantes ofrecen "recibos de regalo" (también denominados "cheques regalo") que son recibos especiales, específicamente pensados con este propósito. A diferencia de un recibo de compra normal, el recibo de regalo omite cierta información, en particular el precio que se llega a pagar por un artículo. El recibo por lo general tiene un código de barras en la parte de inferior, para que el minorista pueda acceder a la información de las transacciones de una base de datos de compras anteriores, autenticando una devolución.